# Bohdan Obrovský
Bohdan Obrovský (11. října 1925 Staré Ransko – 27. ledna 2002 Chrudim) byl český malíř a grafik. Věnoval se figurální a krajinářské tvorbě, náměty čerpal především na Vysočině.

## Život
Narodil se 11. října 1925 ve Starém Ransku. Jeho otec byl malíř Jakub Obrovský, matka byla také malířka Pravoslava Stefanová. V letech 1936–1939 studoval na gymnáziu, od roku 1942 do roku 1944 v Praze na Státní grafické škole. Během druhé světové války byl vězněn. V letech 1945–1950 studoval na Akademii výtvarných umění v Praze u profesora Vratislava Nechleby. V období 1950–1959 měl svobodné povolání a byl členem ve sdružení výtvarníků Marold. Několikrát svá díla vystavoval, v roce 1964 v Kralupech nad Vltavou, v roce 1965 v Pardubicích, v zahraničí vystavoval přes agenturu Art Centrum v New Yorku. Byl členem České myslivecké jednoty a Československého svazu protifašistických bojovníků. V minulosti také závodně střílel, lyžoval, šermoval, lovil, rybařil a zajímal se o historii.